# Cerniivka, Polonne
Cerniivka (în ucraineană Черніївка) este un sat în comuna Kotiurjînți din raionul Polonne, regiunea Hmelnîțkîi, Ucraina.

## Demografie
Componența lingvistică a localității Cerniivka
     Ucraineană (99,14%)
     Alte limbi (0,86%)
Conform recensământului din 2001, majoritatea populației localității Cerniivka era vorbitoare de ucraineană (99,14%), existând în minoritate și vorbitori de alte limbi.